# Kanton Séné
 Séné  is een kanton van het Franse departement Morbihan. Het kanton maakt deel uit van het arrondissement Vannes. In 2020 telde het 39.597 inwoners.
Het kanton werd gevormd ingevolge het decreet van 21 februari 2014, met uitwerking op 22 maart 2015 en met Séné als hoofdplaats.

## Gemeenten
Het kanton omvatte 11 gemeenten bij zijn vorming. Op 1 januari 2016 werden de gemeenten Noyalo en Theix samengevoegd tot de fusiegemeente (commune nouvelle) Theix-Noyalo. Sindsdien omvat het kanton de volgende 10 gemeenten:
- Arzon
- Le Hézo
- Saint-Armel
- Saint-Gildas-de-Rhuys
- Sarzeau
- Séné
- Surzur
- Theix-Noyalo
- Le Tour-du-Parc
- La Trinité-Surzur